# Poland (Ohio)
Poland – wieś w USA, w stanie Ohio, w hrabstwie Mahoning.
Na podstawie danych US Census z 2012 roku wieś miała 2520 mieszkańców, w 2020 miała 2463 mieszkańców.

## Osoby związane z miejscowością
- William McKinley – dwudziesty piąty prezydent Stanów Zjednoczonych.
- Ida Tarbell – amerykańska nauczycielka, pisarka i dziennikarka, pionierka dziennikarstwa śledczego.